# Austrocactus
Austrocactus és un gènere de cactus pertanyent a la família Cactaceae natius de l'Argentina i Xile.

## Taxonomia
- Austrocactus bertinii
- Austrocactus coxii
- Austrocactus patagonicus
- Austrocactus philippii
- Austrocactus spiniflorus[3]